# 15382 Vian
15382 Vian eller 1997 SN är en asteroid i huvudbältet som upptäcktes den 20 september 1997 av den tjeckiske astronomen Lenka Kotková vid Ondřejov-observatoriet. Den är uppkallad efter författaren Boris Vian.
Asteroiden har en diameter på ungefär 2 kilometer.